# モンゴ (チャド)
モンゴ（フランス語: Mongo）はチャドの町である。ゲラ州の州都である。

## 交通

### 空港
- モンゴ空港